# Veliki Botinovac
Veliki Botinovac je naselje u Hrvatskoj u sastavu općine Sokolovca. Nalazi se u Koprivničko-križevačkoj županiji. 

## Zemljopis
Jugozapadno su Stari Bošnjani, zapadno-jugozapadno je Rijeka Koprivnička, sjeverozapadno je Veliki Poganac, sjeverno su Veliki Grabičani, sjeveroistočno su Vrhovac Sokolovački, Jankovac i Domaji, istočno su Mali Botinovac, Prnjavor Lepavinski i Grdak, jugoistočno su Sokolovac, Mali Grabičani i Lepavina, južno su Donjara i Mali Poganac.

## Stanovništvo
| broj stanovnika | 165   | 196   | 261   | 290   | 277   | 288   | 258   | 266   | 160   | 171   | 161   | 144   | 118   | 107   | 97    | 88    | 70    |
|                 | 1857. | 1869. | 1880. | 1890. | 1900. | 1910. | 1921. | 1931. | 1948. | 1953. | 1961. | 1971. | 1981. | 1991. | 2001. | 2011. | 2021. |